# Burgstall Volkersdorf
Der Burgstall Volkersdorf ist eine abgegangene mittelalterliche Niederungsburg im Kirchdorf Volkersdorf, einem Gemeindeteil der Gemeinde Jetzendorf im Landkreis Pfaffenhofen an der Ilm von Bayern. Die Anlage wird als Bodendenkmal unter der Aktennummer D-1-7534-0098 als „Burgstall des Mittelalters“ geführt.

## Lage
Der Burgstall liegt in Niederungslage auf 480 m ü. NHN 70 m südöstlich der Filialkirche St. Vitus in Volkersdorf; früher wurde der Burgstall von der Ilm durchschnitten, heute fließt diese südlich vorbei. Im Urkataster von Bayern ist eine runde Anlage mit 80 m im Durchmesser zu sehen. Im Lidarbild ist eine runde Kernburg zu erkennen, die mit einem Wall und einem Graben umgeben ist, der Zugang dürfte von der östlichen Seite her möglich gewesen sein. Die Anlage liegt heute auf einer landwirtschaftlichen Nutzfläche.

## Geschichte
Volkersdorf 1077 erstmals erwähnt, später war die Burg der Sitz einer Hofmark.